# Carpornis
Carpornis és un gènere d'ocells de la família dels cotíngids (Cotingidae).

## Taxonomia
Segons la Classificació del Congrés Ornitològic Internacional (versió 14.2, 2024) aquest gènere està format per dues espècies:
- Cotinga encaputxada (Carpornis cucullata Swainson, 1821)
- Cotinga capnegra (Carpornis melanocephala Wied-Neuwied, M, 1820)